# ويسلي وايلدمان
ويسلي وايلدمان (بالإنجليزية: Wesley Wildman)‏ هو كاتب أمريكي، ولد في 1961.

## وصلات خارجية
- الموقع الرسمي